# Ondavka
Ondavka é um município da Eslováquia, situado no distrito de Bardejov, na região de Prešov. Tem 3,47 km² de área e sua população em 2018 foi estimada em 11 habitantes.

## Demografia
| Ano:        | 1994 | 2004    | 2014    | 2024    |
| ----------- | ---- | ------- | ------- | ------- |
| Broj ljudi: | 42   | 33      | 18      | 10      |
| Razlika:    |      | -21,42% | -45,45% | -44,44% |

| Ano:               | 2023 | 2024   |
| ------------------ | ---- | ------ |
| Número de pessoas: | 11   | 10     |
| Diferença:         |      | -9,09% |